# Playa de Aguiyón
La playa de Aguillón se encuentra en el concejo asturiano de Coaña, y muy cerca de la localidad de Cartavio. La playa es realmente un pedrero con forma de concha y está cerca de la localidad de Loza y tiene una longitud de unos 370-380 metros y una anchura media de unos 20 metros. Las arenas son grises, de grano medio y la peligrosidad de la playa es alta.
Los accesos son peatonales y difíciles, menores de un km y su utilización es muy baja. Los pueblos más cercanos son Loza y Villalocay y para llegar a ella hay que partir desde el pueblo de Loza. Desde allí hay que tomar una pista terrosa que se dirige a la playa de Torbas hasta un cruce de caminos. En este sitio hay uno de ellos que donde se inicia el descenso y va directamente hacia el mar. Se llega al borde del peligroso acantilado, al que hay que prestar especial atención al acercarse, desde donde se observa un panorama espectacular.
Es una playa solitaria pero tiene una gran importancia para el ecosistema del lugar. Está limitada al oeste por la «punta del Palo». Para los andarines tiene el aliciente de que por la parte superior del acantilado pasa la «senda costera E-9» que va desde Viavélez hasta Ortiguera. Otras actividades posibles son la pesca submarina y la recreativa. Carece de cualquier servicio.